# Avec toutes mes sympathies
Avec toutes mes sympathies est un récit autobiographique d'Olivia de Lamberterie paru en 2018 aux éditions Stock et lauréat du Prix Renaudot de l'essai la même année.

## Résumé
Le 14 octobre 2015, Alexandre de Lamberterie, marié et père de famille, employé de l'éditeur de jeux vidéo Ubisoft, se suicide à Montréal en se jetant du pont Jacques-Cartier. À travers ce livre, Olivia de Lamberterie se remémore son frère disparu prématurément.
En français québécois, « avec toutes mes sympathies » signifie « avec toutes mes condoléances ».

## Accueil critique
Le livre a reçu le Prix Renaudot de l'essai en 2018. Il reçoit deux T dans Télérama et la note de 3/5 dans Lire.
L'Académie française décerne au roman le Prix Montyon en 2019.